# Narciso Ventalló
Narciso Ventalló, né le 17 octobre 1940 à Terrassa et mort le 22 décembre 2018 dans la même ville, est un joueur espagnol de hockey sur gazon.

## Carrière
Narciso Ventalló a fait partie de la sélection espagnole de hockey sur gazon médaillée de bronze aux Jeux olympiques d'été de 1960 à Rome.